# Scinax tupinamba
Scinax tupinamba är en groddjursart som beskrevs av Silva och Alves-Silva 2008. Scinax tupinamba ingår i släktet Scinax och familjen lövgrodor. Inga underarter finns listade i Catalogue of Life.